# ヴァリー (バンド)
ヴァリー (Valley) は、トロントを拠点とするカナダのインディーポップバンド。
2014年に結成。2020年のジュノー賞でブレイクスルー・グループ・オブ・ザ・イヤーにノミネートされ 、ザ・バンド・カミーノとレノン・ステラのツアーにサポートアクトとして参加した。
現在のメンバーは、ボーカルとギターのロブ・ラスカ、ベースのアレックス・ディマウロ、ドラムとボーカルのカラー・ジェームズの3人。

## 来歴
2つの異なるバンド、Cars＆GuitarsとNational Parksのメンバーが地元のレコーディングスタジオで偶然にも同じ時間帯にダブルブッキングされたことをきっかけに出会い、結成に至った。
2015年にデビューEP『Car Test』をリリースし、2016年に『This Room Is White』 を発売した。
2018年11月に『Maybe Side A』、2019年6月に『Maybe Side B』と、これらは共にデビューアルバムに収録予定の楽曲を収録したものであり、フルアルバム『Maybe』が同年9月に発表された。
2020年に入り、シングル『nevermind』を7月にリリース。その後9月には楽曲「hiccup」を発表。10月15日には『nevermind』と「hiccup」、さらに「hiccup」のアコースティックバージョンを含む4曲を収録したEP『sucks to see you do better』を発表した。
2021年、2月にニューシングル『Like 1999』をリリース。Spotifyのみで世界で1,600万回以上の再生数を記録しており、Spotify Japanが発表した2021年4月23日付のViral Chartでは最高位13位までランクインを果たす。
『Like 1999』の世界的な成功に引き続き、2021年6月9日にシングル『SOCIETY』をリリース。この曲は共感できる物語と独自の芸術性の追求の間でバランスを取るという経験から生まれたとヴァリーは語っている。
2021年7月23日、シングル『Tempo』を、9月にシングル『Oh sh*t... are we in love?』を発表。
2024年3月、マイケル・ブランドリーノの脱退を発表。

## ディスコグラフィ
| タイトル                      | リリース年 |
| ----------------------------- | ---------- |
| Car Test                      | 2015年     |
| This Room is White            | 2016年     |
| Maybe                         | 2019年     |
| sucks to see you doing better | 2020年     |